# جمال الشلي
جمال الشلي  ولد في 1957 في قرقنة، هو طبيب وعالم وراثة وباحث وأستاذ تونسي يدرس في جامعة باريس 5 - ديكارت.

هو كذلك مؤسس ومدير مخبر علم الوراثة وعلم وظائف الأعضاء للتخلف العقلي في مستشفى كوشان في باريس، المعروف باسم مختبر البحوث حول الأمراض العصبية التنموية.

## البحوث والمنشورات العلمية
يعتمد البرنامج البحثي لجمال الشلي وفرقه بشكل أساسي على دراسة الاضطرابات العصبية النمائية ذات الأصل الوراثي البحت. يجمع منهجه بين الدراسات العلمية التي تهدف إلى التعرف على العوامل الوراثية للتخلف العقلي وتحليل المساهمات البيولوجية التي تشكل البيئة المكونة للعضلات ودماغ الشخص المصاب أو الصحيح. 

يستخدم الشلي في بحثه التطور المختبري للخلايا الحيوانية المصابة، وتحليل المجموع المورثي باستخدام تقنيات التسلسل من الجيل التالي (next-generation sequencing)، مثل تفاعل البوليمراز المتسلسل، إلى جانب بعض التحليلات البيولوجية المعتادة.

من المقالات العلمية الهامة لجمال الشلي، يوجد:
- (بالإنجليزية) «Transcription of the dystrophin gene in human muscle and non-muscle tissues» (بالتشارك مع جان كلود كابلان وباسكال مار وصوفي غوترون وأكسل كاهن)، مجلة نيتشر، العدد 333، 30 يونيو 1988، الصفحات 858-860.
- (بالإنجليزية) «Illegitimate transcription: transcription of any gene in any cell type» (بالتشارك مع جان بول كوندورسيه وجان كلود كابلان وأكسل كاهن)، مجلة وقائع الأكاديمية الوطنية للعلوم، المجلد 86، العدد 8، 1 أبريل 1986، الصفحات 2617-2621.
- (بالإنجليزية) «Isolation of a candidate gene for Menkes disease that encodes a potential heavy metal binding protein» (بالتشارك مع زينب تومر وتوني تونسن وآن بيترسن ويوميكو إيشيكاوا بروش ونيلس تومروب ونينا هورن وأنطوني موناكو)، مجلة نيتشر جينيتكس، المجلد 3، العدد 1، 1993، الصفحات 14-19.

## الجوائز
- 1992: جائزة كاري بيسو للأكاديمية الفرنسية للعلوم
- 1992: الميدالية البرونزية المركز الوطني الفرنسي للبحث العلمي (CNRS)
- 1999: جائزة ليليان بيتنكور لعلوم الأحياء
- 2002: الميدالية الفضية المركز الوطني الفرنسي للبحث العلمي (CNRS)
- 2002: الجائزة الكبرى للصحة لمؤسسة EDF
- 2010: جائزة البحث المعهد الوطني للصحة والبحث الطبي (INSERM)
- 2014: الجائزة الكبرى العلمية لشركة أن أر جي